# Paragehyra petiti
Paragehyra petiti är en ödla som beskrevs av Angel 1929. Paragehyra petiti ingår i släktet Paragehyra och familjen geckoödlor. IUCN kategoriserar arten globalt som sårbar. Inga underarter finns listade i Catalogue of Life.
Arten förekommer på sydvästra Madagaskar. Honor lägger ägg.